# Constantin Bacalbașa
Constantin Bacalbașa, né le 21 août 1856 à Brăila et mort le 5 février 1935 à Bucarest, est un politicien, journaliste et mémorialiste roumain. 
Constantin Bacalbașa a fondé les quotidiens Țara, Patriotul, Românimea et la revue humoristique Ghiță berbecul. Il a été membre fondateur du syndicat des journalistes et président de syndicats de journalistes en 1919.
En 1927, Constantin Bacalbașa commence à écrire une œuvre gigantesque : Bucureștii de altădată (Le Bucarest d’autrefois). Le livre comprend cinq volumes qui relate l'histoire de Bucarest de 1870 à 1918.
En 1935, Constantin Bacalbașa écrit son œuvre Dictatura gastronomică qui sera réédité en 2009 par Dan Silviu aux éditions Lifestyle.